# Alraune (film din 1930)
Alraune (titlu original: Alraune) este un film SF german din 1930 regizat de Richard Oswald. În rolurile principale joacă actorii Albert Basserman, Brigitte Helm și Harald Paulsen.

## Distribuție
- Brigitte Helm - Alraune ten Brinken/Alma, a bar girl
- Albert Bassermann -  Privy Councillor ten Brinken
- Harald Paulsen -  Frank Braun
- Adolf E. Licho -  Attorney-at-law Manasse
- Agnes Straub -  Fuerstin Wolkonski
- Bernhard Goetzke -  Dr. Petersen
- Martin Kosleck -  Wolfgang Petersen
- Käthe Haack - Frau Raspe
- Ivan Koval-Samborsky -  Raspe
- Liselotte Schaak -  Olga Wolkonski
- Paul Westermeier -  Von Walter
- Henry Bender - The innkeeper
- Elsa Basserman -  A lady
- Wilhelm Bendow

## Vezi și
- Alraune (film din 1918), film maghiar
- Alraune, die Henkerstochter, genannt die rote Hanne, film german  din 1918
- Alraune (film din 1928), film german
- Alraune (film din 1952), film german